# 乌尔贝
乌尔贝（義大利語：Urbe），是意大利萨沃纳省的一个市镇。总面积31.48平方公里，人口801人，人口密度25.4人/平方公里（2009年）。ISTAT代码为009063。